# Wouldn't It Be Nice
"Wouldn't It Be Nice" är en poplåt komponerad av Brian Wilson (musik och text) och Tony Asher (text). Den lanserades som singel av The Beach Boys i juli 1966 med "God Only Knows" som b-sida (i vissa länder, till exempel Storbritannien var dock förhållandet det motsatta). Låten är även öppningsspår på albumet Pet Sounds. Musiken till låten spelades in först, och det tog 21 tagningar innan Brian Wilson blev helt nöjd. Brian Wilson sjunger även merparten av låten, medan Mike Love sjunger i sticket.
1992 stämde Mike Love Brian Wilson då han ansåg sig ha bidragit till kompositionen, men inte blivit upptagen som upphovsman. Mike Love fick rätt och erhåller nu tillsammans med Wilson och Asher royalities för låten.

## Listplaceringar
| Lista (1966) | Position                              |
| ------------ | ------------------------------------- |
| Danmark      | 14 (DR "Top 20")                      |
| Kanada       | 4 (RPM)                               |
| Nya Zeeland  | 12                                    |
| Sverige      | - (Testad på Tio i topp, ej inröstad) |
| USA          | 8 (Billboard Hot 100)                 |

## Coverversioner
- År 1975 spelade Anni-Frid Lyngstad in låten på svenska med titeln "Skulle de' va' skönt", som finns med på albumet Frida ensam. Den svenska översättningen gjordes av Marie Bergman.
- Samma år spelades låten in av Mike Post.
- Papa Doo Run Run tolkar låten på albumet California Project från 1985.
- Under en konsert med Beach Boys som ägde rum på Waikīkī i december 1986 gästades de av Belinda Carlisle, som framförde låten.
- Jeffrey Osborne tolkar låten på hyllningsalbumet Wouldn't It Be Nice: A Jazz Portrait Of Brian Wilson från 1997.
- Foster the People framförde låten under Grammisgalan år 2012.
- År 2001 hölls hyllningskonserten An All-Star Tribute to Brian Wilson, där låten framfördes som duett av Brian Wilson och Elton John.